# Treni della felicità

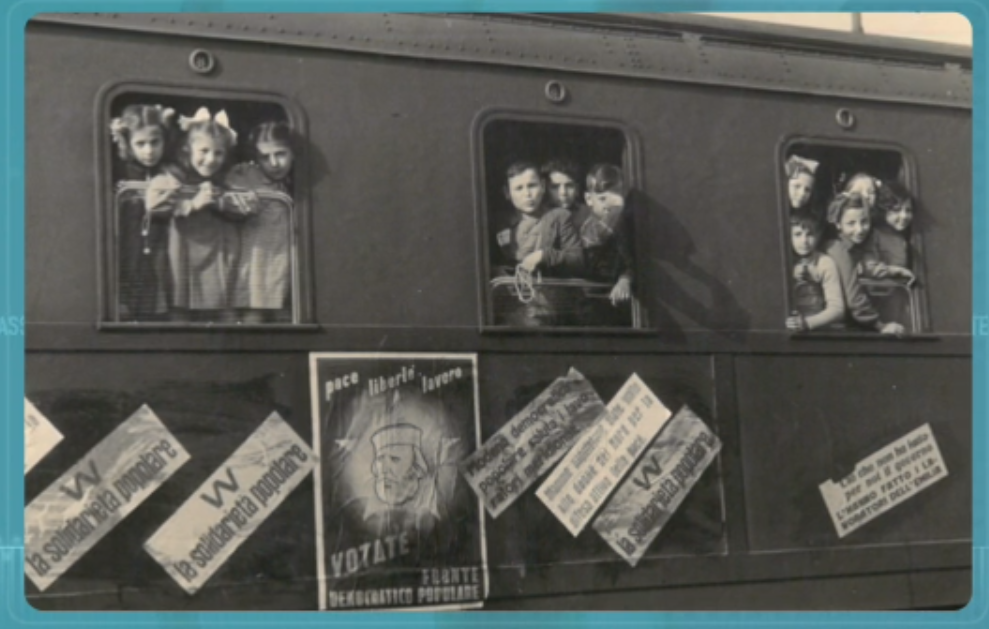
Treno in partenza da Napoli verso Modena

I treni della felicità furono un'iniziativa solidaristica promossa dal Partito Comunista Italiano (PCI) nel secondo dopoguerra, nata grazie a un'intuizione di un gruppo di donne dell'Unione donne in Italia (UDI), tra cui Teresa Noce, Maria Malaguzzi Valeri, nobile reggiana moglie di Antonio Banfi, e Dina Ermini della Commissione femminile del PCI.
Questa iniziativa vide, tra il 1945 e il 1947, oltre 70.000 bambini italiani, inizialmente di Milano e Torino e poi del Sud Italia, ospitati da famiglie del Centro e del Nord Italia, ricevendo cibo, cure e un rifugio.
Dopo circa due anni i bambini tornavano dalle loro famiglie, spesso mantenendo i contatti con le famiglie che li avevano ospitati; in alcuni casi i bambini rimasero con le nuove famiglie.

## Antefatti
Nel 1943, con l'avanzata degli Alleati in Italia, le grandi città del Meridione subirono enormi distruzioni causate dai bombardamenti anglo-americani e dai combattimenti terrestri.
Le famiglie del Sud Italia, in condizioni economiche difficili già prima della guerra, si ritrovano ancora più povere.
Nel 1945, all'indomani della fine della guerra, l'Italia era un paese distrutto che doveva fare i conti con la ricostruzione materiale e umana del proprio tessuto sociale.
Per far fronte alla situazione di emergenza, in quasi tutte le grandi città nacquero comitati per risolvere i problemi contingenti come la distribuzione dei viveri, lo sgombero delle macerie e la tutela dell'infanzia.
La situazione dei bambini e dei ragazzi nel dopoguerra era particolarmente drammatica, vista la scarsità di beni di prima necessità e le distruzioni causate dalla guerra.
A novembre 1945 la Croce Rossa Italiana (CRI), nell'ambito delle sue molte attività caritatevoli, aveva avviato l'organizzazione dell'ospitalità in famiglie svizzere di bambini milanesi.

## Storia
Facendo forse riferimento all'esperienza della CRI, un primo passo verso i "treni della felicità" è avviato nell'autunno del 1945 dalle donne dell'UDI, su iniziativa di Teresa Noce, Daria Malaguzzi Valeri, nobildonna emiliana moglie di Antonio Banfi e rinomata scrittrice di libri per bambini, e Dina Ermini, della Commissione femminile del PCI; viene costituito un Comitato Unitario coordinato dal PCI, con la presenza di rappresentanti dell'UDI, del Comitato di Liberazione Nazionale, dell'Arcidiocesi di Milano, della Camera del Lavoro di Milano, della Prefettura di Milano, della CRI, dell'Opera nazionale maternità e infanzia, e di altre associazioni.
Viene anche organizzata un'attività capillare di contatto con le famiglie attraverso la rete territoriale del PCI e dell'UDI, ma anche dei parroci, chiedendo alle famiglie dell'Emilia-Romagna e della Liguria di ospitare presso di loro bambini milanesi bisognosi.
Il primo treno parte da Milano il 16 dicembre 1945 diretto a Reggio Emilia con circa 1.700 bambini; segue due giorni dopo un secondo treno con circa 630 bambini.
Alla fine dell'inverno 1945-1946 saranno ospitati a Reggio Emilia 2.332 bambini milanesi che vengono accolti da una capillare organizzazione gestita dall'UDI e dal Centro italiano femminile.
Le famiglie ospitanti si allargano poi a Modena, Bologna, Genova e La Spezia.
Il 16 dicembre 1945 partono da Torino i primi bambini diretti a Mantova, ed entro febbraio 1946 saranno circa 1.400 i bambini torinesi partiti.
Al V Congresso del PCI (29 dicembre 1945 – 5 gennaio 1946) l'iniziativa viene rilanciata: nel suo intervento Palmiro Togliatti indica espressamente l'attività della sezione milanese del partito come esempio. Le delegazioni meridionali presenti al Congresso auspicano interventi simili anche per i bambini delle loro regioni. Il Congresso decide di inviare una Delegazione di compagni a Cassino, distrutta dalla guerra e infestata dalla malaria, per studiare la situazione e organizzare anche lì questa attività di solidarietà.
L'organizzazione dei "treni della felicità", dopo il Congresso del PCI, si muove anche a Roma da dove partono per l'Emilia i primi bambini il 19 gennaio 1946.
Nel mese di marzo 1946 i bambini romani sono ospitati da città toscane: infatti, la Federazione comunista di Roma, esauriti i posti disponibili in Emilia-Romagna, avanzò la richiesta di ospitalità ad altre Regioni.
Successivamente, il 16 febbraio 1947, iniziano i trasferimenti dei bambini da Cassino che a fine anno ammonteranno a circa 16.000-20.000 bambini accolti da famiglie in Emilia-Romagna, Lombardia, Toscana, Umbria,Liguria, .
Il primo treno con bambini napoletani diretto al Nord Italia partì il 29 gennaio 1947. L'attività del "Comitato per la Salvezza dei Bimbi di Napoli" dovette superare le diffidenze dei monarchici e dell'apparato della Chiesa, anche se molti parroci appoggiarono l'iniziativa.
Complessivamente partirono da Napoli 7.577 bambini da gennaio ad aprile 1946.
La Chiesa di Papa Pio XII, fortemente anticomunista, fu contraria a questa iniziativa e fece girare la voce che i bambini sarebbero stati spediti in Unione Sovietica.
I "treni della felicità" raggiunsero il maggior numero di viaggi fra il 1946 e il 1947, espandendo l'iniziativa in tutto il Centro Italia e il Sud per le partenze e in tutto il Nord per l'arrivo.
Cessarono nell'inverno 1947-1948, ma una simile attività di solidarietà, svolta sempre da PCI e UDI, continuò negli anni successivi per i figli degli operai arrestati negli anni '50 durante le repressioni poliziesche o per le popolazioni colpite da disastri naturali in Calabria e nel Polesine.